# Melica parodiana
Melica parodiana är en gräsart som beskrevs av Maria Amelia Torres. Melica parodiana ingår i släktet slokar, och familjen gräs. Inga underarter finns listade i Catalogue of Life.